# Свон (Айова)
Свон (англ. Swan) — місто (англ. city) в США, в окрузі Меріон штату Айова. Населення — 76 осіб (2020).

## Географія
Свон розташований за координатами 41°28′3″ пн. ш. 93°18′34″ зх. д. / 41.46750° пн. ш. 93.30944° зх. д. (41.467498, -93.309568).  За даними Бюро перепису населення США в 2010 році місто мало площу 1,67 км², уся площа — суходіл.

## Демографія
Згідно з переписом 2010 року, у місті мешкали 72 особи в 29 домогосподарствах у складі 22 родин. Густота населення становила 43 особи/км².  Було 31 помешкання (19/км²).
Расовий склад населення:
| - 93,1 % — білих - 4,2 % — чорних або афроамериканців - 1,4 % — осіб інших рас |

До двох чи більше рас належало 1,4 %. Частка іспаномовних становила 4,2 % від усіх жителів.
За віковим діапазоном населення розподілялося таким чином: 34,7 % — особи молодші 18 років, 48,6 % — особи у віці 18—64 років, 16,7 % — особи у віці 65 років та старші. Медіана віку мешканця становила 37,5 року. На 100 осіб жіночої статі у місті припадало 89,5 чоловіків;  на 100 жінок у віці від 18 років та старших — 95,8 чоловіків також старших 18 років.
Середній дохід на одне домашнє господарство  становив 34 721 долар США (медіана — 23 750), а середній дохід на одну сім'ю — 42 374 долари (медіана — 40 625). За межею бідності перебувало 39,7 % осіб, у тому числі 75,0 % дітей у віці до 18 років та 0,0 % осіб у віці 65 років та старших.
Цивільне працевлаштоване населення становило 25 осіб. Основні галузі зайнятості: виробництво — 24,0 %, мистецтво, розваги та відпочинок — 24,0 %, роздрібна торгівля — 16,0 %.